# Permanência Estudantil Universitária
A Permanência Estudantil Universitária é um indicativo sobre a taxa de continuidade da ocupação das vagas que são ofertadas em Instituições de Ensino Superior Brasileiras. Políticas de permanência contribuem para a diminuição na taxa de evasão universitária.
Os espaços universitários ocupados por seus integrantes acadêmicos sinalizam uma trajetória para além das aspirações pessoais ou institucionais, demonstra um caminho de sucesso percorrido ainda no âmbito da academia.
Esclarece-se que, conforme as teorias abordadas por Prado, o sucesso está associado ao processo de aprendizagem, envolvendo a instituição, a comunidade, os próprios estudantes, tornando o processo de permanência também o processo de aprendizagem.
É, portanto, para Prado, uma relação dialógica entre os vários aspectos que compõem o universo acadêmico, não se limitando apenas ao institucional, em que o sentimento de pertencimento e acesso aos recursos ofertados pela instituição precisam andar lado a lado. Desse modo, o aluno percebe a instituição e seus mecanismos de motivação e atração, enquanto a instituição percebe seus estudantes e busca atender suas necessidades para proporcionar ferramentas de permanência.

## Programa de Bolsa Permanência
É uma política pública voltada a concessão de auxílio financeiro aos estudantes, sobretudo, aos estudantes quilombolas, indígenas e em situação de vulnerabilidade socioeconômica matriculados em instituições federais de ensino superior e assim contribuir para a permanência e a diplomação dos beneficiados.

## Pnaes
O Plano Nacional de Assistência Estudantil (Pnaes) visa garantir que estudantes de baixa renda, matriculados em cursos de graduação presencial nas instituições federais de ensino superior (Ifes), possam continuar seus estudos. O objetivo é promover a igualdade de oportunidades entre todos os estudantes e contribuir para a melhoria do desempenho acadêmico, implementando medidas que combatem a repetência e a evasão escolar. O programa disponibiliza apoio para moradia estudantil, alimentação, transporte, saúde, inclusão digital, cultura, esporte, creche e suporte pedagógico. As ações são realizadas pelas próprias instituições de ensino, que devem monitorar e avaliar o progresso do programa.
São objetivos do PNAES:
I – democratizar as condições de permanência dos jovens na educação superior pública federal;
II - minimizar os efeitos das desigualdades sociais e regionais na permanência e conclusão da educação superior;
III - reduzir as taxas de retenção e evasão; e
IV - contribuir para a promoção da inclusão social pela educação.